# Wielościan
Wielościan – bryła geometryczna, ograniczona przez tak zwaną powierzchnię wielościenną, czyli powierzchnię utworzoną z wielokątów o rozłącznych wnętrzach i każdym boku wspólnym dla dwóch wielokątów.
Każdy wielościan utworzony jest z:
- ścian – wielokątów, które razem tworzą powierzchnię wielościanu,
- krawędzi, będących bokami ściany,
- wierzchołków, będących końcami krawędzi wielościanu.

Istnieją różne opinie co do formalnej, „matematycznej” definicji wielościanu. Branko Grünbaum wyraził następującą opinię:

Grzech pierworodny teorii wielościanów popełniony został już w czasach Euklidesa, i był popełniany przez Keplera, Poinsota, Cauchy’ego i wielu innych. Nigdy nie udało im się określić, czym są wielościany.

## Niektóre wielościany

### Graniastosłupy
- równoległościan
  - romboedr
  - prostopadłościan
- graniastosłup prosty
  - graniastosłup prawidłowy

### Ostrosłupy
- czworościan
- ostrosłup prawidłowy

### Wielościany foremne(platońskie)
- czworościan foremny
- sześcian
- ośmiościan foremny
- dwunastościan foremny
- dwudziestościan foremny

### Wielościany półforemne(archimedesowe)
- czworościan ścięty
- sześcian ścięty
- ośmiościan ścięty
- dwunastościan ścięty
- dwudziestościan ścięty
- sześcio-ośmiościan
- sześcio-ośmiościan rombowy wielki
- sześcio-ośmiościan rombowy mały
- dwunasto-dwudziestościan
- dwunasto-dwudziestościan rombowy wielki
- dwunasto-dwudziestościan rombowy mały
- sześcian przycięty
- dwunastościan przycięty
- graniastosłupy archimedesowe
- antygraniastosłupy

### Inne
- ostrosłup ścięty
- dwunastościan rombowy
- pryzma
- klin

## Uogólnienie na przestrzenie liniowe
Pojęcie wielościanu można uogólnić na dowolne przestrzenie liniowe – wtedy badaniem ich własności zajmuje się topologia algebraiczna. Wielościany w przestrzeniach w wyższej liczbie wymiarów nazywa się wielotopami i definiuje się je jako zbiory o jednospójnym wnętrzu, będące sumą jednego lub większej liczby sympleksów. Dla przestrzeni {\displaystyle \mathbb {R} ^{3}} jest to definicja równoważna podanej wcześniej. Dla przestrzeni {\displaystyle \mathbb {R} ^{2}} jest to definicja równoważna definicji wielokąta.